# La Rouaudière
La Rouaudière ist eine französische Gemeinde mit 311 Einwohnern (Stand: 1. Januar 2022) im Département Mayenne in der Region Pays de la Loire. Die Gemeinde gehört zum Kanton Cossé-le-Vivien im Arrondissement Château-Gontier. 

## Geografie
La Rouaudière liegt etwa 38 Kilometer südwestlich von Laval. Umgeben wird La Rouaudière von den Nachbargemeinden Saint-Aignan-sur-Roë im Norden und Osten, Congrier im Südosten, Senonnes im Süden, Eancé im Südwesten und Westen, Chelun im Westen und Nordwesten sowie Rannée im Nordwesten.

## Bevölkerungsentwicklung
| Einwohner                  | 468 | 463 | 381 | 337 | 306 | 333 | 338 | 318 |
| Quellen: Cassini und INSEE |     |     |     |     |     |     |     |     |

## Sehenswürdigkeiten

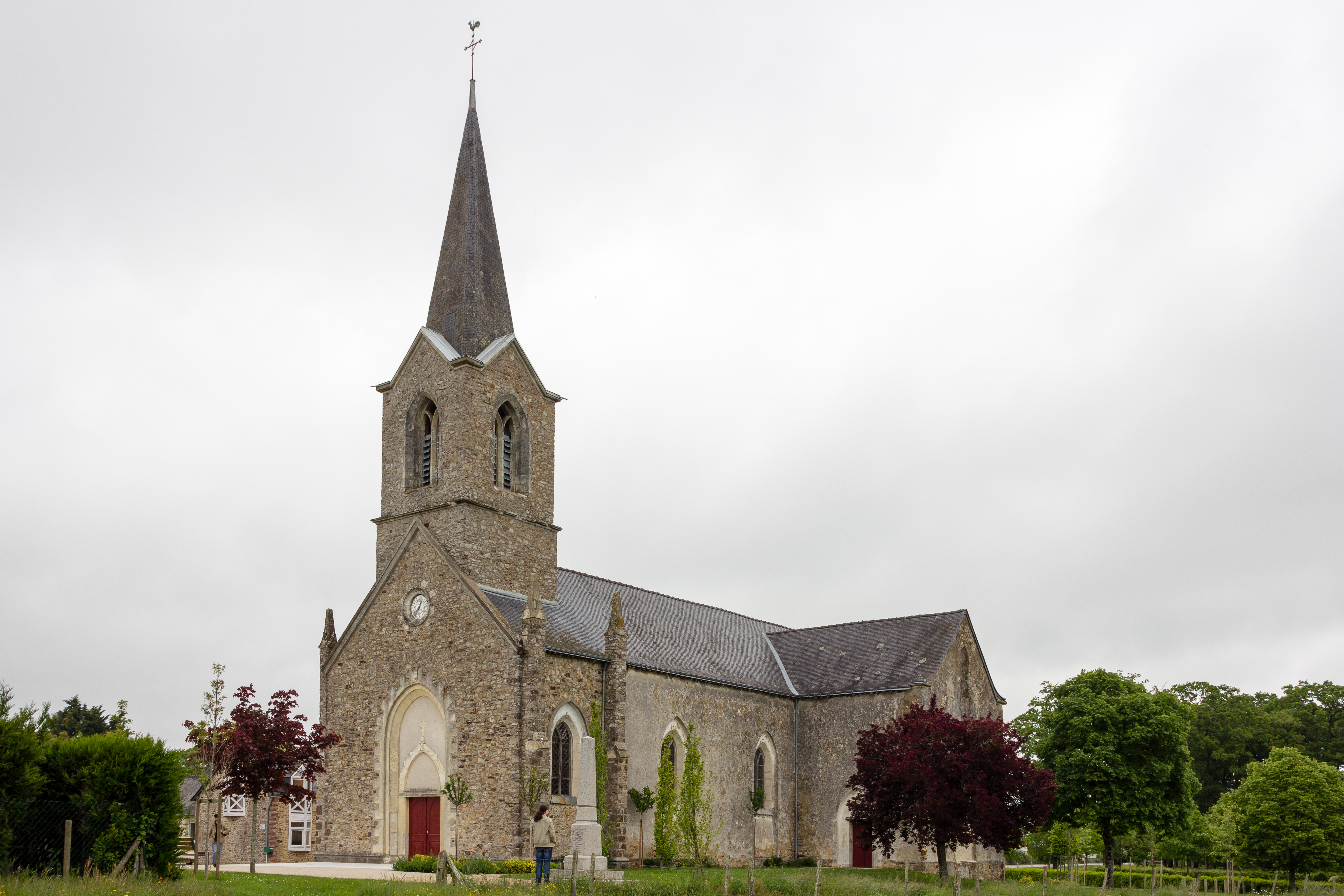
Kirche Notre-Dame-de-l'Assomption

- Kirche Notre-Dame-de-l'Assomption